# Station Penrhyndeudraeth
Penrhyndeudraeth is een spoorwegstation van National Rail in Gwynedd in Wales. Het station is eigendom van Network Rail en wordt beheerd door Transport for Wales. 